# 朱豪英
朱豪英（韩语：／ Joo Ho-young；1960年1月8日—），大韓民國保守派政治人物、法律出身，曾任國民力量、正黨院內代表，現為大韓民國國會副議長、國會議員。

## 早年生涯
1960年出生於蔚珍郡。就讀能仁高等學校，並於嶺南大學修讀法律，拿到法學博士學位。

## 生涯

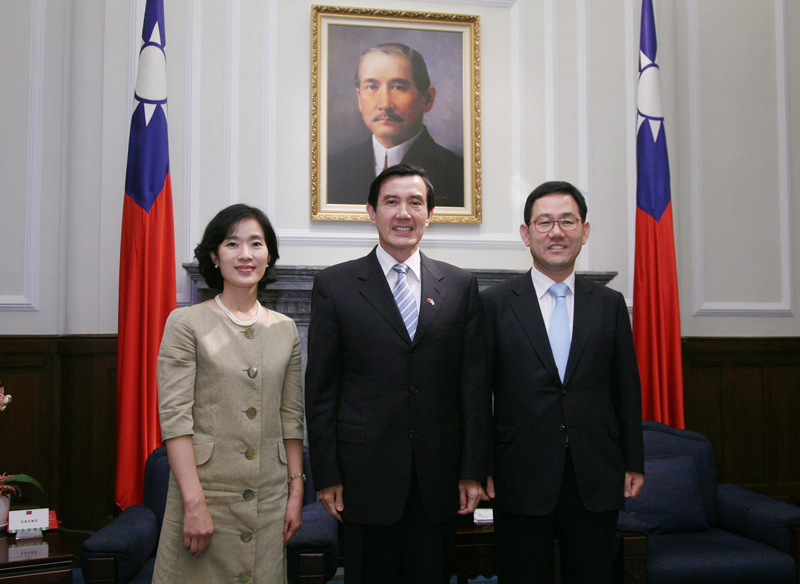
朱豪英夫妻於訪問台灣期間與中華民國總統馬英九合影，2010年9月28日

1982年通過司法考試，以十九歲之齡當上法官。2004年大韓民國國會選舉，朱豪英首次當選進入國會。
2007年大韓民國總統選舉，擔任李明博競選發言人。2009年9月30日，朱豪英被任命為首任特任長官。
2016年大韓民國國會選舉，朱豪英未獲得新世界黨提名，決定退黨以無黨籍參選，最終仍順利當選連任。
2016年7月18日，朱豪英參與新世界黨代表選舉，但最終敗給李貞炫。
2016年崔順實干政醜聞曝光後，朱豪英與其他非朴派議員離開新世界黨，另立正黨，並當選正黨在國會的院內代表，然而正黨的發展不如預期，許多議員陸陸續續返回自由韓國黨，朱豪英曾兩度暫代正黨代表一職，最終於2017年11月宣布回歸自由韓國黨，但他仍將正黨院內代表的工作告一段落才離開。
2020年大韓民國國會選舉，朱豪英離開擔任十六年議員的選區大邱壽城乙，成功轉戰隔壁的大邱壽城甲，收復上屆被共同民主黨金富謙插旗大邱的失土，讓大邱壽城甲回歸保守派。選後也當選未來統合黨院內代表，並暫代前代表黃教安因選舉失利辭職的空缺。

## 個人生活
朱豪英與其妻育有兩子，同時也是一位佛教徒。
其父於朱豪英當選未來統合黨院內代表隔日（2020年5月9日）過世。
1998年3月13日曾出過車禍幾乎命危，並經歷13小時的手術搶救。